# 米本浩一
米本 浩一（よねもと こういち、1953年7月28日 - ）は、日本の工学者。航空宇宙工学専攻。東京理科大学創域理工学部機械航空宇宙工学科教授、九州工業大学名誉教授。株式会社SPACE WALKER Co-Founder / 取締役最高技術責任者。

## 人物・来歴
東京都出身。小学校4年からデュッセルドルフで4年間過ごし、1年遅れで目黒区立第一中学校に編入したのち、1973年東京都立九段高等学校卒業。在学中はテニス部に所属。
1977年東北大学工学部機械工学科卒業。シュトゥットガルト大学に留学し、結婚後、修士2年で帰国して、1980年に東京大学大学院工学系研究科機械工学専攻修士課程修了。同年川崎重工業入社。1988年工学博士。2005年九州工業大学大学院工学研究院機械知能工学研究系宇宙工学部門教授。
2010年東北大学大学院工学研究科航空宇宙工学専攻嘱託教授、福岡県航空機産業振興会議副会長。2012年日本航空宇宙学会理事、文部科学省科学技術・学術審議会宇宙開発利用部会臨時委員。2013年宇宙航空研究開発機構宇宙科学研究所宇宙工学委員会委員。
2017年には株式会社SPACE WALKER創業に参画し、同社Co-Founder / 取締役CTOに就任。スペースプレーンの開発などにあたった。
2019年九州工業大学名誉教授、東京理科大学理工学部機械工学科嘱託教授。2020年中村積善会評議員。2023年東京理科大学創域理工学部機械航空宇宙工学科教授。航空宇宙工学専攻。